# Masnieres British Cemetery
Masnieres British Cemetery is een Britse militaire begraafplaats met gesneuvelden uit de Eerste Wereldoorlog, gelegen in de Franse gemeente Marcoing (Noorderdepartement). De begraafplaats werd ontworpen door George Goldsmith en ligt langs een veldweg op 2 km ten oosten van het centum (gemeentehuis). Het terrein heeft de vorm van een parallellogram met een oppervlakte van 995 m² en wordt omgeven door een natuurstenen muur. Het Cross of Sacrifice staat centraal aan de zuidelijke zijde in de toegang. De begraafplaats wordt onderhouden door de Commonwealth War Graves Commission.
Er liggen 226 slachtoffers begraven waaronder 59 Duitsers.

## Geschiedenis
Op 20 november 1917, de eerste dag van de slag bij Cambrai, werd Masnières door de 29th Division veroverd. Op 30 november en 1 december werd het dorp door dezelfde divisie tegen herhaalde aanvallen verdedigd, maar de volgende nacht werd het wegens voortdurende aanvallen van de Duitse troepen geëvacueerd. Op 29 september 1918 werd het door de 62nd (West Riding) Division heroverd. De begraafplaats werd in oktober 1918 aangelegd door de Burial officer (dit is de officier die verantwoordelijk was voor het registreren en begraven van de gesneuvelden) van de 3rd Division. 
Onder de geïdentificeerde doden zijn 133 Britten, 17 Nieuw-Zeelanders en 20 Duitsers. Alle slachtoffers vielen in september en oktober 1918. 
Op de hoofdweg van Cambrai naar Manières, ten oosten van de begraafplaats, staat het Masnières Newfoundland Battlefield Memorial ter herinnering aan het aandeel van het Royal Newfoundland Regiment in de slag bij Cambrai in 1917.

## Onderscheiden militairen
- Thomas Neely, sergeant bij het King's Own (Royal Lancaster Regiment) werd onderscheiden met het Victoria Cross en de Military Medal (VC, MM)
- W. Shadwell, sergeant bij het Hampshire Regiment en A.R. Peters, soldaat bij de King's Own Yorkshire Light Infantry werden onderscheiden met de Distinguished Conduct Medal (DCM).
- sergeant H. Forster; de korporaals John Keith Brown, A.B. Ware, W.A.H. McIntosh, James Whyte, P. Wilson en David Burnett Annand en de soldaten J. Thomas Ball, James Bladon, George Henry Craker en F. Whitby werden onderscheiden met de Military Medal (MM).